# Station Rocourt
Station Rocourt is een voormalig spoorwegstation langs spoorlijn 31 (Liers - Ans) in Rocourt, een deelgemeente van de stad Luik.

## Aantal instappende reizigers
De grafiek en tabel geven het gemiddeld aantal instappende reizigers weer op een week-, zater- en zondag.
| Tabel: aantal instappende reizigers station Rocourt | Tabel: aantal instappende reizigers station Rocourt | Tabel: aantal instappende reizigers station Rocourt | Tabel: aantal instappende reizigers station Rocourt |
|                                                     | Weekdag                                             | Zaterdag                                            | Zondag                                              |
| --------------------------------------------------- | --------------------------------------------------- | --------------------------------------------------- | --------------------------------------------------- |
| 1977                                                | 111                                                 | 0                                                   | 0                                                   |
| 1978                                                | 126                                                 | 0                                                   | 0                                                   |
| 1979                                                | 162                                                 | 0                                                   | 0                                                   |
| 1980                                                | 169                                                 | 0                                                   | 0                                                   |
| 1981                                                | 184                                                 | 0                                                   | 0                                                   |
| 1982                                                | 214                                                 | 0                                                   | 0                                                   |
| 1983                                                | 208                                                 | 0                                                   | 0                                                   |

0,0: Liers ·
2,0: Rocourt-Clinique ·
3,1: Rocourt ·
4,0: Alleur ·
5,1: Ans-Est ·
6,4: Ans